# 레조나이트
Resonite는 체코 개발자 Tomáš “Frooxius” Mariančík이 만들고 Yellow Dog Man Studios에서 운영하는 온라인 가상 세계 플랫폼이다. 사용자는 사용자 제작 3D 아바타와 세계에서 다른 사람들과 상호 작용하고 다양한 아이템과 미디어를 통합하고 상호 작용할 수 있다. 이 플랫폼은 사용자가 아바타, 대화형 개체, 전체 탐험 가능한 공간을 포함하여 환경 내에서 직접 다양한 사용자 지정 3D 콘텐츠를 구축하고 공유할 수 있도록 한다. 이 모든 것은 커뮤니티에서 제작하고 공유한다. Resonite는 주로 가상 현실 헤드셋과 함께 사용하도록 설계되었으며 Microsoft Windows PC에서 사용할 수 있다. 또한 마우스와 키보드용으로 설계된 "데스크톱" 모드가 있으며, 모드 간에 원활하게 전환할 수 있다.